# My Bed Is Too Big
My Bed Is Too Big (Mi cama es demasiado grande, en español) es el primer sencillo del segundo álbum de Blue System, Body Heat. Es publicado en 1988 por Hanseatic M.V. y distribuido por BMG. La letra, música, arreglos y producción pertenecen a Dieter Bohlen. La coproducción estuvo a cargo de Luis Rodríguez.

## Sencillos
7" Single Hansa 109 918, 1988
1. My Bed Is Too Big		 3:30
2. My Bed Is Too Big (Instrumental)	3:30

12" Maxi Hansa 609 918, 1988
1. My Bed Is Too Big (No Longer Too Big Bed Mix)	5:20
2. My Bed Is Too Big (Instrumental)		3:30
3. My Bed Is Too Big (Radio Version)		3:30

CD-Maxi Hansa 659 918, 1988
1. My Bed Is Too Big (No Longer Too Big Bed Mix)	5:20
2. My Bed Is Too Big (Instrumental)		3:30
3. My Bed Is Too Big (Radio Version)		3:30
4. Sorry Little Sarah (Long Version)		5:12

## Listas
El sencillo permaneció 26 semanas en la lista alemana desde el 9 de mayo de 1988 hasta el 6 de noviembre de 1988. Alcanzó el nº10 como máxima posición.
| Lista (1988) | Mejor posición |
| ------------ | -------------- |
| Alemania     | 10             |
| Austria      | 4              |

## Créditos
- Composición - Dieter Bohlen
- Productor, arreglos - Dieter Bohlen
- Coproductor - Luis Rodríguez
- Dirección de arte - M. Vormstein
- Foto de portada - M. Vormstein
- Foto de artista - Fryderyk Gabowicz, BRAVO
- Diseño - Ariola-Studios